# Beieren
De Vrijstaat Beieren (Duits: Freistaat Bayern, Beiers: Baian, Latijn: Bavaria) is qua oppervlakte de grootste deelstaat van de Bondsrepubliek Duitsland. De deelstaat ligt in het zuidoosten van het land. De hoofdstad is München. Het huidige Beieren is ontstaan uit het historische hertogdom Beieren, dat deel uitmaakte van de Beierse Kreits. 
De deelstaat telt 13.140.183 inwoners (31 december 2020) op een oppervlakte van 70.541,42 km². Op 31 december 2018 had 13,14% van de inwoners een niet-Duits staatsburgerschap (1.726.790 niet-Duitsers) en hadden 9.710 inwoners het Nederlandse staatsburgerschap.

## Geschiedenis

### Het eerste stamhertogdom
Beieren ontstond toen een Germaanse stam, de Bajuwaren, in de 6e eeuw na Christus het gebied binnenviel en er een hertogdom stichtte onder de Agilolfingen. In naam waren de Beieren christen, maar pas na de komst van priesters uit het Iers-Hallische Westen ontstond er een geloofsleven. Bonifatius werd ondersteund door hertog Odilo (734-748) en reorganiseerde of stichtte de bisdommen Regensburg, Salzburg, Freising en Passau. Hertog Tassilo III (748-788) maakte zich los van het Frankische Rijk en onderwierp de Slavische stammen in het Alpengebied. In 788 werd hij door Karel de Grote afgezet en het stamhertogdom ingelijfd bij het Frankische Rijk.
Bij de opdeling van het Frankische Rijk in 843 in het Verdrag van Verdun kwam Beieren ongedeeld bij het Oost-Frankische Rijk onder Lodewijk de Duitser. Binnen het Oost-Frankische Rijk was het het kernland van de koningen.

### Het tweede stamhertogdom Beieren (907)
Onder de laatste Karolingen verzwakte het centrale gezag sterk, zodat de Beierse stam het heft weer in eigen handen nam. Markgraaf Luitpold van Karinthië verwierf veel invloed. Zijn zoon Arnulf (907-937) noemde zich hertog van de Beieren en de aangrenzende gebieden. In 920 is Arnulf zelfs tegenkoning van koning Hendrik I.
Pas in 938 werd het Duitse gezag in Beieren hersteld. In 947 werd de dynastie van Luitpold op een zijspoor gezet en benoemde koning Otto I zijn broer Hendrik tot hertog. Hiermee was een zijtak van het Saksische keizershuis op de hertogelijke troon gekomen. Onder hertog Hendrik II ontstond er een strijd met keizer Otto II. Hierbij werd in 976 Karinthië van Beieren losgemaakt en tot een afzonderlijk hertogdom verheven. Hertog Hendrik IV werd in 1002 als Hendrik II keizer. Hiermee kwam een einde aan de zelfstandigheid van het hertogdom.
Keizer Hendrik IV droeg het hertogdom Beieren in 1070 over aan de Zwabisch-Italiaanse dynastie der Welfen. Onder deze dynastie werd Beieren weer een belangrijke politieke macht. In 1137 verwierf hertog Hendrik X ook het hertogdom Saksen en verder uitgestrekte bezittingen in Toscane. Na de verkiezing van hertog Koenraad van Zwaben tot koning in 1138 brak de strijd tussen de twee machtige vorsten uit. In 1139 ontnam de koning Hendrik zijn Beierse hertogdom en verleende het aan zijn halfbroer Leopold van Babenberg, markgraaf van Oostenrijk. In 1156 krijgt de Welf Hendrik de Leeuw het hertogdom Beieren terug in een verkleinde vorm: het markgraafschap Oostenrijk werd tot een afzonderlijk hertogdom verheven.

### Het hertogdom Beieren onder het huis Wittelsbach (1180)
In 1180 werd Hendrik de Leeuw, hertog van Beieren en Saksen, door de keizer afgezet en verbannen. Stiermarken werd vervolgens losgemaakt van Beieren en tot een afzonderlijk hertogdom verheven. Het verkleinde hertogdom Beieren werd overgedragen aan Otto van Wittelsbach. Zijn nakomelingen zouden tot 1918 aan de regering blijven. De hertogelijke macht is in Beieren na 1180 sterk geslonken: de graven en bisschoppen zijn vrijwel onafhankelijk geworden van de hertog. In 1214 werd door het huwelijk van hertog Otto II met Agnes van de Palts het paltsgraafschap aan de Rijn verworven. Dit gebied grensde niet aan Beieren en hield een afzonderlijke geschiedenis.

### Het hertogdom Beieren na de deling van 1255
Na de dood van hertog Otto II in 1253 deelden zijn zonen in 1255 de bezittingen van het huis Wittelsbach, waarbij Lodewijk II Opper-Beieren en het paltsgraafschap aan de Rijn met de keurvorstelijke waardigheid verwierf, terwijl Hendrik XIII Neder-Beieren kreeg.
Na de dood van de laatste mannelijke telg uit het vorstengeslacht Hohenstaufen, Konradijn in 1268, erfden de hertogen van Beieren een groot deel van de landen van de Hohenstaufen, met onder andere het graafschap Dillingen en de stad Donauwörth. Na de dood van de beide broers volgt een verdere versplintering van het hertogdom.
Hertog Lodewijk van Opper-Beieren werd in 1294 opgevolgd door zijn zonen Rudolf I en Lodewijk IV.
Hertog Hendrik I van Neder-Beieren werd in 1290 opgevolgd door zijn zonen Otto III samen met Lodewijk III en Stefanus I.
Hertog Lodewijk IV had een grote invloed op de Beierse en de Duitse geschiedenis. In 1314 werd hij tot Duits koning gekozen, terwijl zijn broer Rudolf op de tegenpartij stemde. In 1317 werd Rudolf uit München verdreven en door de overwinning bij Mühldorf in 1322 werd de Duitse troonstrijd ten gunste van Lodewijk de Beier beslist.
In 1329 werd het huisverdrag van Pavia gesloten. De zonen van de inmiddels overleden keurvorst Rudolf kregen het paltsgraafschap aan de Rijn en het grootste deel van de Beierse Noordgouw (Opper-Palts) toegewezen. De keurvorstelijke waardigheid ging wisselen tussen beide linies.
Nadat in 1340 de hertogen van Neder-Beieren waren uitgestorven werd hun land herenigd met Opper-Beieren in een onverdeeld hertogdom.
Ook buiten Beieren verwierf de dynastie onder keizer Lodewijk vorstendommen: in 1324 het markgraafschap Brandenburg en in 1342 het graafschap Tirol en in 1346 volgden de graafschappen Holland, Zeeland, Friesland en Henegouwen.

### Het hertogdom Beieren na de deling van 1349
Na de dood van keizer Lodewijk de Beier in 1347 verdeelden zijn zoons in 1349 en 1353 hun bezittingen tijdens de tweede Beierse deling via het verdrag van Landsberg. Het gebied werd opgedeeld, waarbij Lodewijk V, keurvorst van Brandenburg (1324-1351), door zijn huwelijk met gravin Margaretha van Tirol, graaf van Tirol werd. Neder-Beieren, geregeerd door Stefanus II, en Beieren-Straubing, geregeerd door Willem I en Albrecht I. In december 1351 stond Lodewijk V het markgraafschap Brandenburg af aan zijn jongere broers Lodewijk VI en Otto, in ruil voor de alleenheerschappij in Opper-Beieren. Lodewijk V regeerde vanaf dan enkel over Opper-Beieren en Tirol en resideerde afwisselend in München en Meran.
Door de Gouden Bul van 1356 ging de keurvorstelijke waardigheid verloren die exclusief aan de oudere linie in de Palts kwam. In 1363 ging Tirol aan het huis Habsburg verloren en in 1373 Brandenburg aan het huis Luxemburg.
Na de dood van Otto V van Beieren in 1379 bleven er nog twee linies over: Albrecht, hertog van Beieren-Straubing en graaf van Holland, Zeeland en Henegouwen, en de zonen van Stefanus II, die de rest kregen van het voormalige hertogdom Beieren verdeeld in Opper- en Neder-Beieren.

### Het hertogdom Beieren na de deling van 1392
In 1392 kwamen de drie zonen de derde Beierse deling overeen, waarbij Stefanus III Beieren-Ingolstadt, Frederik Beieren-Landshut kreeg en Johan Beieren-München kreeg.
Na het uitsterven van Beieren-Straubing in 1425 met de dood van Jan van Beieren, voormalig prins-bisschop van Luik, werd 4 jaar lang getwist over dit gebied. Met de Arbitrage van Bratislava (1429) besliste keizer Sigismund tot opsplitsing van Beieren-Straubing: Beieren-München kreeg de helft en Beieren-Ingolstadt en Beieren-Landshut kregen ieder een kwart. Na het uitsterven van Beieren-Ingolstadt in 1447 werd dit gebied verenigd met Beieren-Landshut.
De Landshuter Successieoorlog brak in 1503 uit, omdat de laatste hertog van Beieren-Landshut, zijn land in strijd met de huisverdragen niet had vermaakt aan de hertog van Beieren-München, doch aan zijn schoonzoon, paltsgraaf Ruprecht van de Palts. De oorlog werd omvangrijk omdat het koninkrijk Bohemen zich verbond met de Palts en Beieren-München met het Hertogdom Württemberg, het Ansbach en de Rijksstad Neurenberg.
In 1505 werd de oorlog beëindigd met zogenaamde de Kölner Schiedsspruch. Een deel van het voormalige Beieren-Landshut ging daarbij verloren, waarbij Oostenrijk het land bij de Mondsee met het graafschap rond Kitzbühel, Kufstein en Rattenberg kreeg, Württemberg de heerlijkheid Heidenheim, de rijksstad Neurenberg de ambten Altdorf, Hersbruck en Lauf en de zonen van paltsgraaf Ruprecht kregen Neuburg, Höchstädt, Monheim, Hilpoltstein, Burglengenfeld en Sulzbach. Deze gebieden vormden het nieuwe vorstendom Palts-Neuburg.
Tijdens de godsdienststrijd speelde Beieren een leidende rol aan de katholieke zijde. De bezetting van de evangelische rijksstad Donauwörth in 1607 was een van de opmaten voor de Dertigjarige Oorlog.

### Keurvorstendom Beieren (1623)
Tijdens de Dertigjarige Oorlog leidde Beieren de Katholieke Liga. In de Boheemse opstand steunde het keizer Ferdinand II. Nadat de troepen van de keizer en de Liga in 1620 de keurvorst van de Palts hadden verdreven uit Bohemen en zijn stamlanden liet Beieren zich belonen voor de hulp. Op de Regensburgse deputatendag van 1620 kreeg de hertog voorlopig de keurvorstelijke waardigheid, die tot dan toe met het Paltsgraafschap aan de Rijn was verbonden. Verder werd het vorstendom Opper-Palts aan Beieren overgedragen als betaling voor de oorlogskosten. In 1628 werd de keurwaardigheid definitief. In de Westfaalse Vrede van 1648 bleven de Opper-Palts en de keurwaarde bij Beieren.
Na de dood van de Habsburgse Keizer Karel VI verbrak keurvorst Karel Albrecht zijn belofte aan de Pragmatieke Sanctie en liet zich in 1742 verkiezen als keizer Karel VII Albrecht. Oostenrijk bezette daarop München en het land ondervond slechts nadelen van de verkiezing tot keizer. In 1745 stierf de keizer en zijn zoon Maximiliaan III Jozef sloot direct met Oostenrijk de vrede van Füssen.

### Beierse Successieoorlog
Met de dood van Max III Jozef in 1777 stierf het Beierse hertogelijke Huis uit. Erfgenaam was de keurvorst van de Palts, Karel Theodoor. Hierdoor werden de beide keurvorstendommen verenigd. Op grond van de bepalingen in voornoemde Vrede van Westfalen werd nu de keurvorstelijke waardigheid van de Palts opgeheven. De Habsburgers vonden dat zij evenveel recht hadden op Beieren. Met de conventie van Wenen in 1778 stond Karel Theodoor Neder-Beieren en Opper-Palts af aan Oostenrijk in ruil voor Voor-Oostenrijk en een financiële compensatie. Verder werd de mogelijkheid open gehouden om de rest van Beieren tegen de Zuidelijke Nederlanden te ruilen. De verenigde landen werden aangeduid als het keurvorstendom Palts-Beieren. De nieuwe vorst verhuisde van Mannheim naar München. Pruisen, dat tegen elke prijs een uitbreiding van het Roomse Rijk wilde verhinderen, verklaarde Oostenrijk de oorlog: de Beierse Successieoorlog. Toen in 1779 Russische deelname aan de oorlog dreigde, gaf Oostenrijk toe. In de Vrede van Teschen van 1779 werd de conventie van Wenen geannuleerd. Alleen de Innviertel bleef overgedragen aan Oostenrijk. In 1785 richtte Frederik II van Pruisen de Vorstenbond op, als tegengewicht voor het Roomse Rijk.

### Napoleontische tijd
In 1797 en 1801 gingen alle bezittingen op de linker Rijnoever verloren aan Frankrijk en werden het departement Mont-Tonnerre. In 1799 stierf de dynastie opnieuw uit. Het keurvorstendom Palts-Beieren kwam aan de hertog van Palts-Zweibrücken, in de persoon van Maximiliaan I Jozef. Hij was tot nu toe een vorst zonder land, want Zweibrücken was in 1797 door Frankrijk ingelijfd.

#### Reichsdeputationshauptschluss in 1803
Beieren bezette in 1802 een aantal gebieden. Dit werd gelegaliseerd in de Reichsdeputationshauptschluss van 25 februari 1803. In artikel 2 kreeg Beieren voor het verlies van de Rijnpalts de hertogdommen Zweibrücken en Gulik, het markiezaat Bergen op Zoom, de heerlijkheid Ravenstein en het hoofddeel van bisdom Würzburg met de abdij Ebrach, de bisdommen Bamberg, Freising, Augsburg en van het bisdom Passau met de stad Passau en de delen ten westen van de Inn en de Ilz, de proosdij Kempten, de abdijen Waldsassen, Ebrach, Irsee, Wengen, Söflingen, Elchingen, Ursberg, Roggenburg, Wettenhausen, Ottobeuren, Kaisersheim en Sankt Ulrich en de rijkssteden en rijksdorpen: Rothenburg, Weißenburg, Windsheim, Schweinfurt, Gochsheim, Sennfeld, Kempten, Kaufbeuren, Memmingen, Dinkelsbühl, Nördlingen, Ulm, Bopfingen, Buchhorn, Wangen, Leutkirch en Ravensburg met inbegrip van de vrije lieden op de Leutkircher Heide.
Een grensverdrag gesloten op 30 juni 1803 te Ansbach tussen het koninkrijk Pruisen en het keurvorstendom Beieren normaliseerde de grenzen met de Pruisische vorstendommen Ansbach en Bayreuth. De voormalige rijkssteden Weißenburg, Dinkelsbühl en Windsheim werden daarbij aan Pruisen afgestaan.

#### Vrede van Presburg van 1805
De Vrede van Presburg, gesloten op 15 december 1805 na de Derde Coalitieoorlog, bracht de volgende veranderingen:
- artikel 7: de titel koning van Beieren;
- artikel 8: het markgraafschap Burgau en onderhorigheden, het vorstendom Eichstätt, het deel van het gebied van Passau dat bij het keurvorstendom Salzburg hoorde, het graafschap Tirol, inclusief het vorstendom Brixen en het vorstendom Trient, de zeven heerlijkheden in Vorarlberg, het graafschap Hohenems, het graafschap Königsegg-Rothenfels de heerlijkheid Tettnang en Argen en de stad en het gebied van Lindau;
- artikel 11: Beieren moest het vorstendom Würzburg afstaan aan de keurvorst van Salzburg, aartshertog Ferdinand;
- artikel 13: de rijksstad Augsburg komt aan Beieren;
- artikel 15: de keizer deed afstand van de soevereiniteit over Beieren.

In dezelfde maand sloot Beieren een verdrag met Frankrijk, waarin het hertogdom Berg werd geruild tegen het markgraafschap Ansbach.

#### Koninkrijk Beieren
Keurvorst Maximiliaan IV Jozef nam op 1 januari 1806 de titel aan van koning van Beieren en werd gekroond als Maximiliaan I van Beieren.

#### Rijnbondakte
De Rijnbondakte van 12 juli 1806 bracht de volgende veranderingen:
- artikel 13: Beieren stond de heerlijkheid Wiesensteig af aan het koninkrijk Württemberg en deed afstand van de aanspraken die het als rechtsopvolger van het markgraafschap Burgau had op de abdij Wiblingen.
- artikel 17: Beieren verenigde met zijn landen de rijksstad Neurenberg en de commanderijen Rohr en Waldstetten van de Duitse Orde.
- artikel 24: hierin werden een aantal gebieden onder de soevereiniteit van Beieren gesteld, de mediatisering: het vorstendom Schwarzenberg, het graafschap Castell, de heerlijkheden Speckfeld en Wiesentheid, de onderhorigheden van het vorstendom Hohenlohe, zover ze als enclave gelegen zijn in het markgraafschap Ansbach en het gebied van Rothenburg, met name de ambten Schillingsfürst en Kirchberg, het graafschap Sternstein, de vorstendommen van Oettingen, de bezittingen van de vorst van Thurn und Taxis ten noorden van het vorstendom Neuburg, het graafschap Edelstetten, de bezittingen van de vorsten en graven van Fugger, het burggraafschap Winterrieden en ten slotte de heerlijkheden Buxheim en Thannhausen.

#### Grensverdragen van 1810
In 1810 vond de derde grote gebiedsverandering in de napoleontische tijd plaats. Onder Franse druk werden een groot aantal grensverdragen gesloten. Oostenrijk moest aan Beieren afstaan: het Innviertel, het Hausruckviertel het hertogdom Salzburg en het vorstendom Berchtesgaden. De vorst-primaat moest aan Beieren het vorstendom Regensburg afstaan. Het sinds 1807 onder direct Frans bestuur staande markgraafschap Bayreuth kwam aan Beieren. Beieren moest het deel van het graafschap Tirol dat ten zuiden van de lijn Brixen-Meran lag aan het koninkrijk Italië afstaan. In het verdrag van 18 mei 1810 te Parijs met het koninkrijk Württemberg werden onder andere de voormalige rijkssteden Ulm, Bopfingen, Buchhorn, Wangen, Leutkirch en Ravensburg en de Leutkircher Heide aan Württemberg afgestaan. De in het verdrag van 26 mei 1810 met het groothertogdom Würzburg werden onder andere de voormalige rijksstad Schweinfurt en de voormalige rijksdorpen Gochsheim en Sennfeld aan Würzburg afgestaan.

#### Congres van Wenen
Het Congres van Wenen in 1815 leverde de laatste grote veranderingen op, meer bepaald dat het graafschap Tirol en de heerlijkheden in Vorarlberg werden geruild tegen het groothertogdom Würzburg en het vorstendom Aschaffenburg. Het Innviertel, Hausruckviertel en hertogdom Salzburg tot aan de Saalach en de Salzach werden geruild tegen een gebied op de linker Rijnoever, de zogenaamde Rijnpalts.

### Koninkrijk Beieren van 1815 tot 1918
Het koninkrijk Beieren ging in 1815 deel uitmaken van de Duitse Bond. Op 26 mei 1818 werd een grondwet gepubliceerd. Lodewijk I (1825-1848) voerde aanvankelijk een vooruitstrevende politiek, maar werd onder invloed van de Julirevolutie (1830) meer reactionair. Hij was een groot liefhebber van de Griekse cultuur en steunde de Griekse Onafhankelijkheidsoorlog. In 1832 werd zijn tweede zoon Otto zelfs de eerste koning van Griekenland. Na een schandaal trad hij op 20 maart 1848 af ten gunste van zijn zoon Maximiliaan II.
In de Oostenrijks-Pruisische Oorlog van 1866 streed Beieren aan de zijde van Oostenrijk tegen Pruisen. Na de Pruisische overwinning bij Königgrätz kwam er na een wapenstilstand op 23 augustus een vredesverdrag tot stand. Beieren moest een vrij klein gebied aan Pruisen afstaan: de ambten Orb en Gersfeld in het huidige Hessen en de exclave Kaulsdorf in het huidige Thüringen. In 1870 streed Beieren aan de zijde van Pruisen en de Noord-Duitse Bond tegen Frankrijk, waarna het in 1871 tot het nieuwe federale Duitse Keizerrijk toetrad. Beieren bleef echter in grote mate autonoom. De Beierse koningen uit het huis Wittelsbach behielden hun eigen leger. Daarnaast behield het koninkrijk Beieren zijn eigen posterijen en diplomatieke vertegenwoordigers.
Sinds 1864 was Lodewijk II koning van Beieren. Hij was mensenschuw en trok zich terug in zijn diverse kostbare sprookjeskastelen, zoals Slot Neuschwanstein. In 1886 liet de regering de koning onbekwaam verklaren, een dag na zijn afzetting werd zijn levenloze lichaam teruggevonden in de Starnberger See.
Lodewijk werd opgevolgd door zijn jongere broer, de geesteszieke Otto I. Omdat Otto niet tot regeren in staat was, nam prins-regent Luitpold de honneurs waar. Tijdens het regentschap van prins-regent Luitpold, van 1886 tot 1912, waren de betrekkingen tussen Beieren en Pruisen koud, vooral de antikatholieke agenda van Bismarcks Kulturkampf en de strategische dominantie van Pruisen over het rijk, vielen zwaar. Na de dood van Luitpold volgde zijn zoon Lodewijk III hem op.

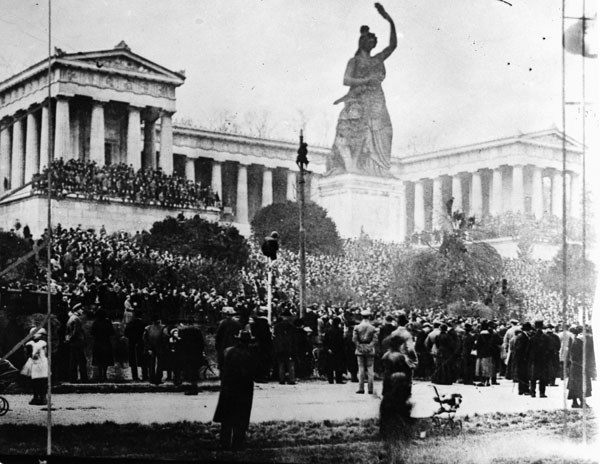
De Beierse Revolutie van 1918

### De vrijstaat Beieren
In november 1918 werd de tot dan toe populaire koning Lodewijk III door een volksopstand, de Beierse Revolutie onder leiding van de onafhankelijke socialist Kurt Eisner, afgezet en verjaagd. Eisner riep daarop de Freistaat Bayern uit en werd minister-president. Op 21 februari 1919 werd hij echter door de jonge graaf Anton von Arco auf Valley doodgeschoten. Als wraak riepen de onafhankelijke socialisten de Radenrepubliek Beieren uit (zie ook: Gustav Landauer-Erich Mühsam-Oskar Maria Graf). Later werden de onafhankelijke socialisten door communisten afgezet, die de tweede Radenrepubliek uitriepen. Op 1 mei 1919 werd de Radenrepubliek ten val gebracht door de diverse vrijkorpsen.
Na het rode experiment werd Beieren het bolwerk van extreemrechtse nationalisten en reactionairen die tegen de republiek gekant waren. In het begin van de jaren 20 werd Gustav Ritter von Kahr (29 november 1862 - 30 juni 1934) rijkscommissaris van Beieren en trachtte haar af te scheiden van de rest van Duitsland. In 1923 poogde Adolf Hitler, gesteund door zijn nazi's en generaal Erich Ludendorff, via een staatsgreep Von Kahr af te zetten en van Beieren een nazi-staat te maken. Deze putsch werd echter in de kiem gesmoord.
Nadien was het er vrij rustig en Von Kahr moest na verloop van tijd plaatsmaken voor meer constitutioneel gezinde lieden. Desondanks bleef Beieren de bakermat van de nazi's en ook de belangrijkste hoofdkwartieren van de nationaalsocialisten waren er gevestigd. Na de nationaalsocialistische machtsovername (1933) werden in Neurenberg de antisemitische Neurenberger wetten afgekondigd (1935).
In 1945 werd Beieren door de Amerikanen bezet en zij installeerden er een interim-bestuur, later na democratische verkiezingen vervangen door een Beierse regering. De Rijnpalts bleef gescheiden van Beieren en ging deel uitmaken van de deelstaat Rijnland-Palts. Sindsdien groeide Beieren uit tot de rijkste deelstaat van Duitsland. Het wordt anno de 21e eeuw vrijwel ononderbroken geregeerd door de Christelijk-Sociale Unie (CSU), de Beierse zusterpartij van de Christen-Democratische Unie (CDU).

## Geografie

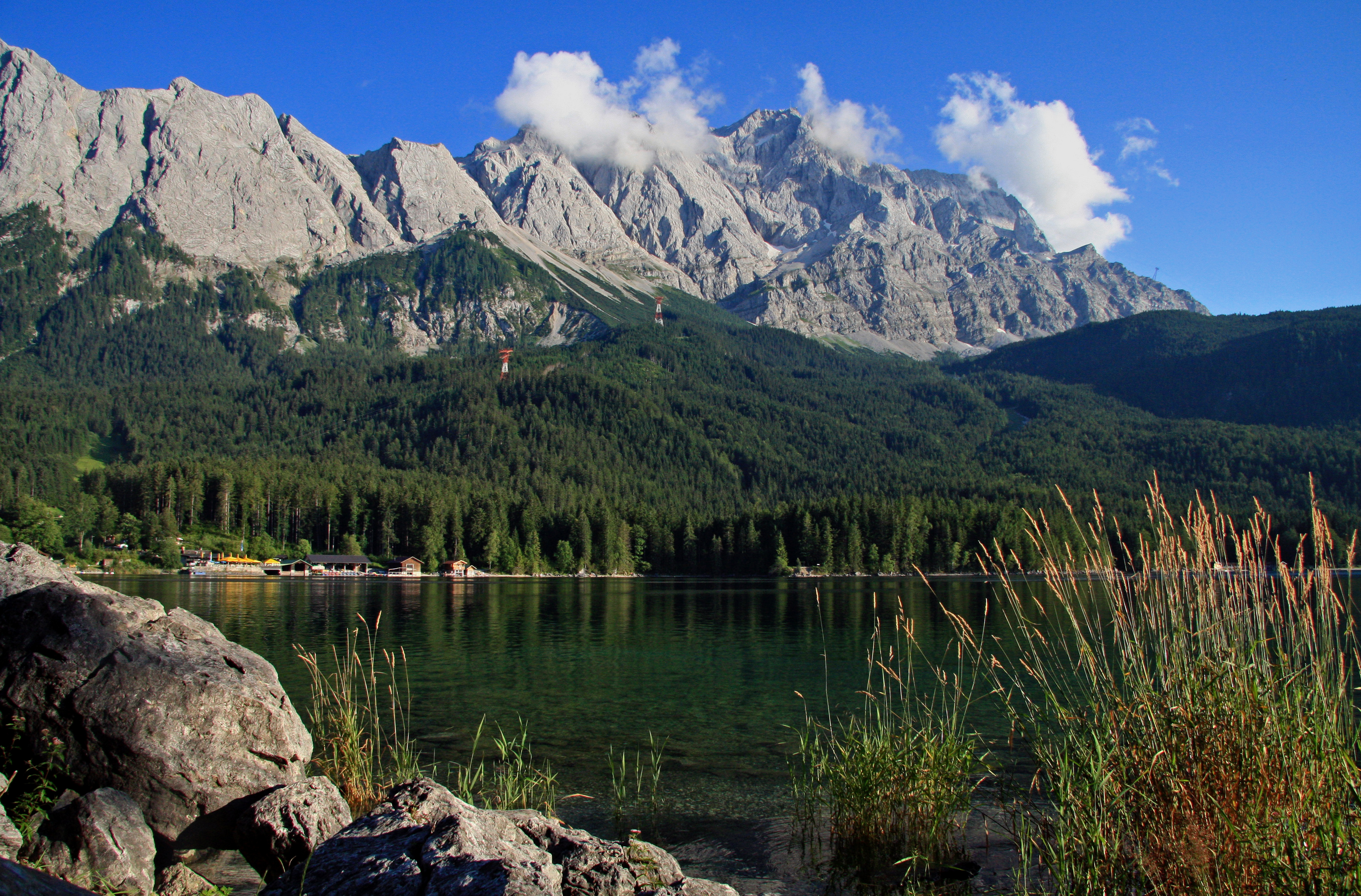
De Zugspitze

Beieren grenst aan de landen Oostenrijk (de deelstaten Opper-Oostenrijk, Salzburg, Tirol en Vorarlberg) en Tsjechië. Met het Zwitserse kanton Sankt Gallen wordt een grens gedeeld via het Bodenmeer. Beieren grenst aan de Duitse deelstaten Baden-Württemberg, Hessen, Saksen en Thüringen.
De twee grootste rivieren door Beieren zijn de Donau en de Main. De Beierse Alpen grenzen aan Oostenrijk en vormen de hoogste bergen van Duitsland; met 2.962 meter is de Zugspitze de hoogste top.
De grootste steden van Beieren zijn:
- München
- Neurenberg
- Augsburg
- Regensburg
- Würzburg
- Ingolstadt
- Fürth
- Erlangen

## Cultuur

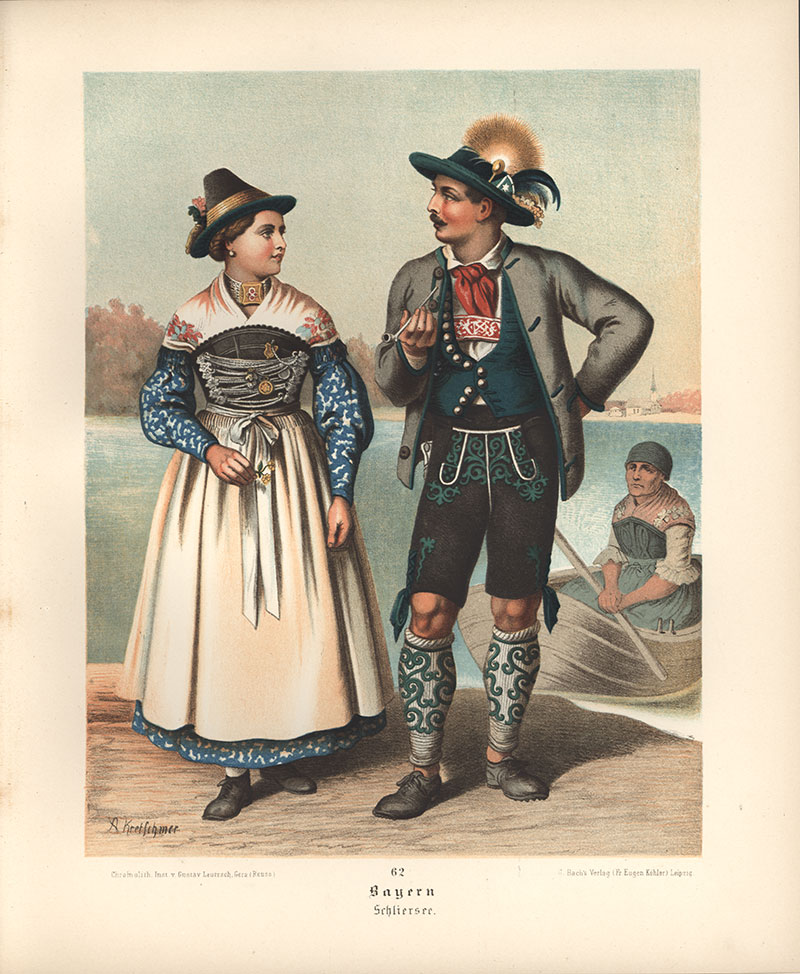
Klederdracht uit Beieren

Het oude Koninkrijk beieren kende een oude en rijke volkscultuur die zich uitte in verschillende disciplines waaronder klederdracht (Dirndl en Lederhosen, cullinaire traditie (oa. Bier, Weizenbier), volksdevotie, schilderkunst (Lüftlmalerei),... Sinds eeuwen is Beieren ook de meeste Katholieke regio van Duitsland, en kent verschillende belangrijke bedevaartsoorden en abdijen. Daarnaast is beieren bekend voor het erfgoed gebouwd door koning Lodewijk II, in de laat 19e eeuw. Deze aspecten zorgen voor een grote toerisme zowel intern als extern.

### Taalkunde
In Beieren spreekt men Beiers, een lokaal dialect.

### Gastronomie
De Beierse keuken staat bekend om zijn gebruik van biersoorten en varkensvlees.
- Sweinshaxe
- Weißwurst
- Kässpätzle
- Leberknödl
- Nürnberger Rotbratwurst
- Regensburger Wurstsalat

### Barokke bouwkunst
In Beieren bevinden zich verschillende barokke bouwwerken, die wereldberoemd zijn om hun indrukwekkend stucwerk en ornamenten in rococostijl. Hoofdzakelijk de School van Wessobrun is zeer vermaard.
- Bedevaartskerk van Wies
- Sint-Michaëlkerk
- Basiliek van Vierzehnheiligen
- Abdijkerk Onze-Lieve-Vrouw ten Hemelopneming, Aldersbach
- Klooster Marienmünster
- Sint-Joriskerk, München
- Theatinerkirche, München
- Abdij van Rohr
- Abdij van Andechs
- Abdij van Ettal
- Abdij Rott am Inn
- Abdij van Schäftlarn
- Abdij van Weltenburg
- Asamkerk, München

## Bestuurlijke indeling

### Parlement

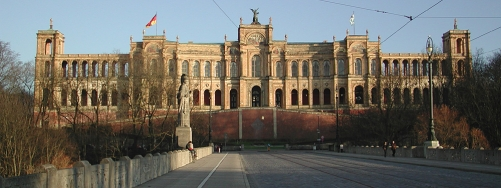
Het Maximilianeum in München, sinds 1949 de zetel van de Beierse Landdag

De wetgevende macht van Beieren ligt in handen van de Beierse Landdag, die sinds 1949 gehuisvest is in het stadspaleis Maximilianeum in München. Het parlement kende tot en met 1999 (als enige Duitse deelstaat) een tweekamerstelsel, met de Beierse Landdag als het lagerhuis en de Beierse Senaat als het hogerhuis. Een grondwetsherziening in 1999 schafte de Senaat af, waarna Beieren een eenkamerstelsel kreeg met de Landdag als enige kamer. De Landdag heeft verschillende taken: het stemmen over wetsvoorstellen, het kiezen van de minister-president en het uitspreken van haar vertrouwen in het kabinet.
Verkiezingen voor de Landdag vinden om de vijf jaar plaats (tot 1998 was dit om de vier jaar). De Christelijk-Sociale Unie (CSU) is sinds 1946 telkens de grootste partij geweest en heeft sinds 1957 in alle Beierse regeringen gezeteld. Na de meest recente verkiezingen, op 8 oktober 2023, vormde de CSU samen met de Freie Wähler opnieuw een coalitie onder leiding van minister-president Markus Söder.

### Staatsbestuur
Het staatsbestuur van Beieren is onderverdeeld in drie lagen. De bovenste laag wordt gevormd door de regering en de ministeries, de middelste laag wordt gevormd door de Regierungsbezirke en de onderste laag bestaat uit de Landratsämter.

#### Ministers-presidenten

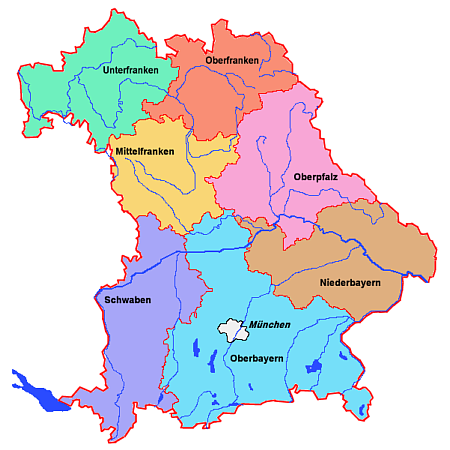
De Beierse Regierungsbezirke

#### Regierungsbezirke
De Vrijstaat Beieren kent zeven Regierungsbezirke. Deze vertegenwoordigen de staatsregering van Beieren op regionaal niveau.
- Regierungsbezirk Middel-Franken (Mittelfranken)
- Regierungsbezirk Neder-Beieren (Niederbayern)
- Regierungsbezirk Neder-Franken (Unterfranken)
- Regierungsbezirk Opper-Beieren (Oberbayern)
- Regierungsbezirk Opper-Franken (Oberfranken)
- Regierungsbezirk Opper-Palts (Oberpfalz)
- Regierungsbezirk Zwaben (Schwaben)

#### Landratsämter
In ieder Landkreis is er een Landsratsamt. Een Landratsamt is zowel een orgaan van een Landkreis als van de Vrijstaat. In de laatste hoedanigheid vertegenwoordigt een Landratsamt de staatsregering van Beieren op lokaal niveau.

### Gemeentelijk zelfbestuur
Het gemeentelijk zelfbestuur bestaat uit gemeenten en gemeenteverbonden. Beieren kent 2056 steden en gemeenten, waarvan 25 kreisfreie Städte. Tientallen gebieden zijn niet gemeentelijk ingedeeld (gemeentevrij gebied).
De 71 Landkreise en de zeven Bezirke zijn de zogenoemde gemeenteverbonden. Het grondgebied van een Bezirk komt overeen met dat van een Regierungsbezirk.

#### Bezirke
- Bezirk Middel-Franken (Mittelfranken)
- Bezirk Neder-Beieren (Niederbayern)
- Bezirk Neder-Franken (Unterfranken)
- Bezirk Opper-Beieren (Oberbayern)
- Bezirk Opper-Franken (Oberfranken)
- Bezirk Opper-Palts (Oberpfalz)
- Bezirk Zwaben (Schwaben)

#### Landkreise
1. Aichach-Friedberg
2. Altötting
3. Amberg-Sulzbach
4. Ansbach
5. Aschaffenburg
6. Augsburg
7. Bad Kissingen
8. Bad Tölz-Wolfratshausen
9. Bamberg
10. Bayreuth
11. Berchtesgadener Land
12. Cham
13. Coburg
14. Dachau
15. Deggendorf
16. Dillingen an der Donau
17. Dingolfing-Landau
18. Donau-Ries
19. Ebersberg
20. Eichstätt
21. Erding
22. Erlangen-Höchstadt
23. Forchheim
24. Freising
25. Freyung-Grafenau
26. Fürstenfeldbruck
27. Fürth
28. Garmisch-Partenkirchen
29. Günzburg
30. Haßberge
31. Hof
32. Kelheim
33. Kitzingen
34. Kronach
35. Kulmbach
36. Landsberg am Lech
37. Landshut
38. Lichtenfels
39. Lindau
40. Main-Spessart
41. Miesbach
42. Miltenberg
43. Mühldorf am Inn
44. München
45. Neuburg-Schrobenhausen
46. Neumarkt in der Oberpfalz

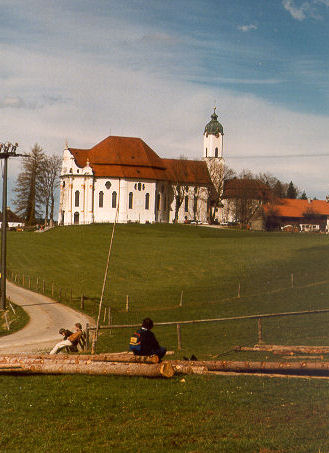
Bedevaartskerk van Wies in Steingaden in de Landkreis Weilheim-Schongau

47. Neustad an der Aisch-Bad Windsheim
48. Neustadt an der Waldnaab
49. Neu-Ulm
50. Nürnberger Land
51. Oberallgäu
52. Ostallgäu
53. Passau
54. Pfaffenhofen an der Ilm
55. Regen
56. Regensburg
57. Rhön-Grabfeld
58. Rosenheim
59. Roth
60. Rottal-Inn
61. Schwandorf
62. Schweinfurt
63. Starnberg
64. Straubing-Bogen
65. Tirschenreuth
66. Traunstein
67. Unterallgäu
68. Weilheim-Schongau
69. Weißenburg-Gunzenhausen
70. Wunsiedel im Fichtelgebirge
71. Würzburg

#### Kreisfreie Städte

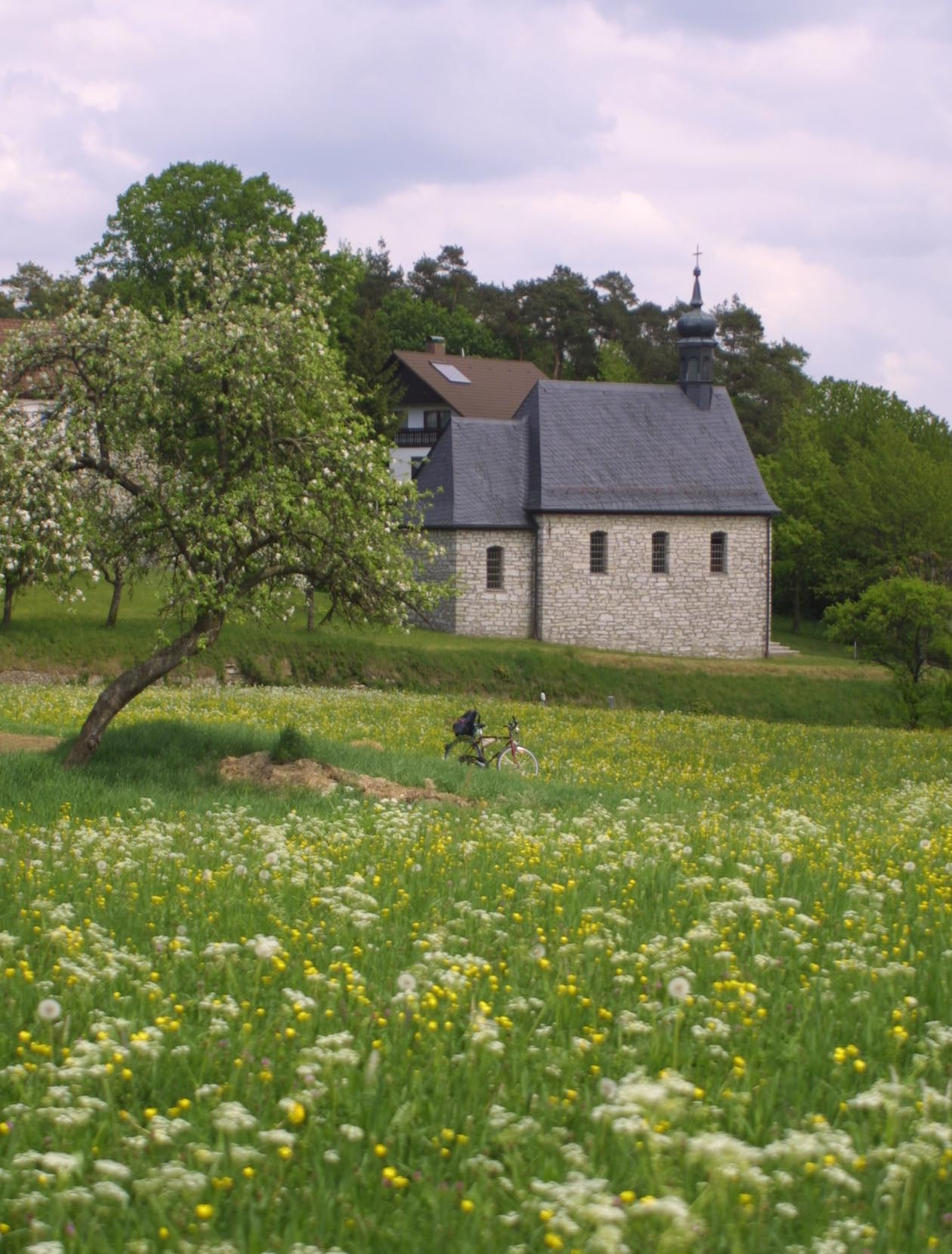
Dorpskerk bij Bamberg

1. Amberg
2. Ansbach
3. Aschaffenburg
4. Augsburg
5. Bamberg
6. Bayreuth
7. Coburg
8. Erlangen
9. Fürth
10. Hof
11. Ingolstadt
12. Kaufbeuren
13. Kempten im Allgäu
14. Landshut
15. Memmingen
16. München
17. Neurenberg (Nürnberg)
18. Passau
19. Regensburg
20. Rosenheim
21. Schwabach
22. Schweinfurt
23. Straubing
24. Weiden
25. Würzburg

## Streken
- Allgäu
- Franken
- Spessart
- Zwaben

## Natuur
- Beierse Woud
- Natuurpark Altmühltal
- Östliche en Westliche Karwendelspitze
- Rhön